# ألكسندر بيم
ألكسندر بيم (بالألمانية: Alexander Behm) (و. 1880 – 1952 م) هو فيزيائي من ألمانيا . ولد في شتيرنبرغ .
توفي في كيل ، عن عمر يناهز 72 عاماً.